# 스타드 투르빌롱

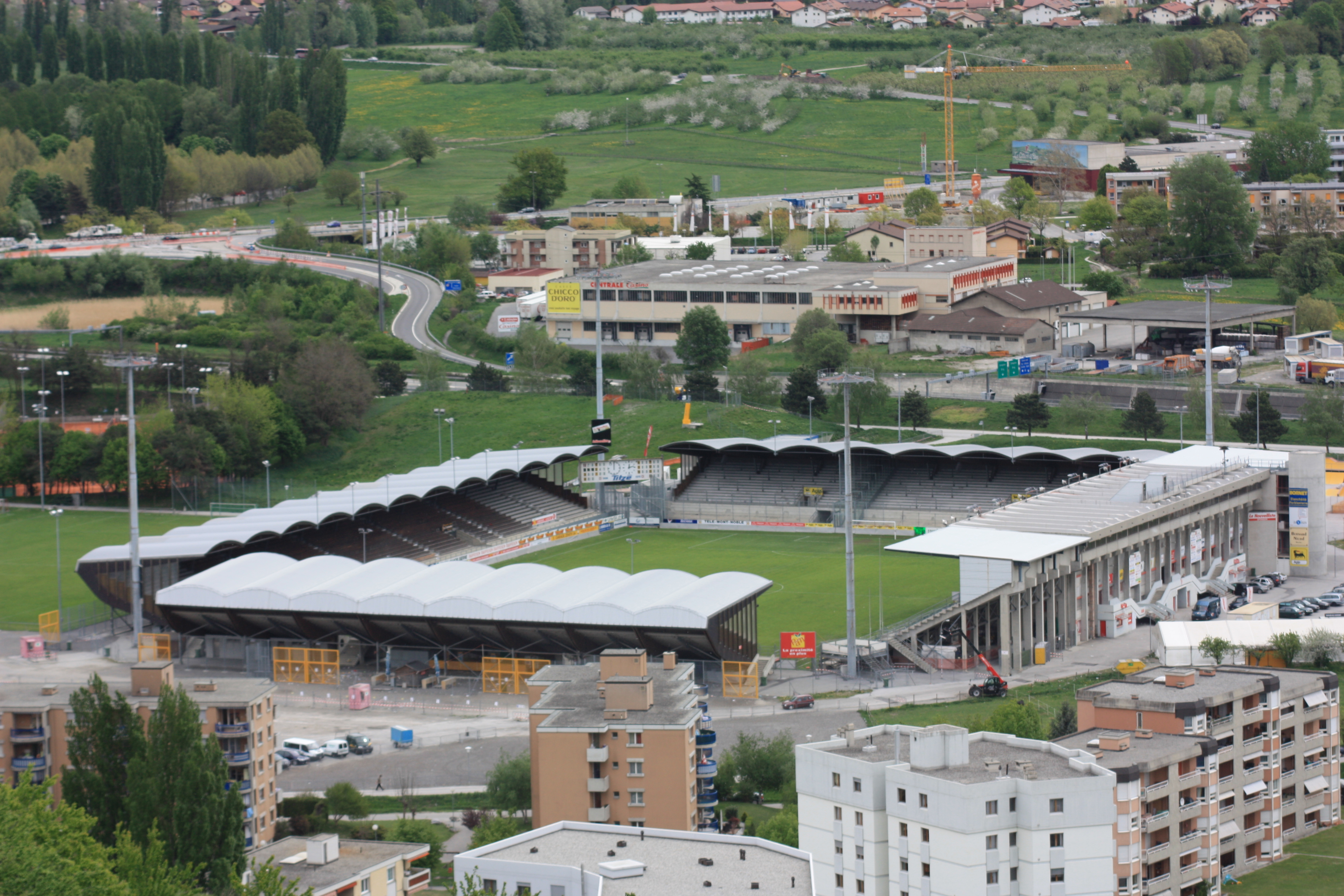
경기장.

스타드 투르빌롱(Stade Tourbillon)은 다목적 경기장으로 스위스의 시옹에 있는 경기장이다. 현재 주로 축구 경기장으로 이용되며 FC 시옹의 홈구장으로 사용된다. 경기장은 1968년에 건설되었고 16,000명의 관중이 수용가능하였다. 1989년에 새롭게 보수하여 수용인원이 19,600명으로 늘었다. 현재 최대 수용인원은 20,187명이다.